# Pacto de Kharkiv de 2010

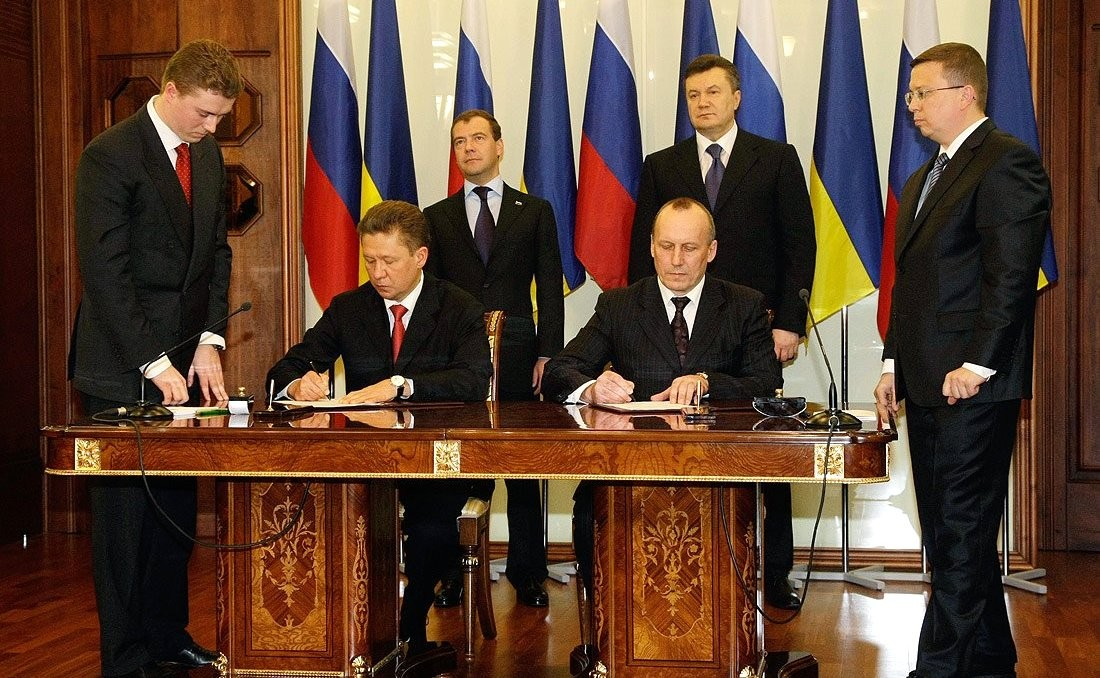
Assinatura do acordo firmado na cúpula de Kharkiv em 21 de abril de 2010 por Aleksej Miller e Yevhen Bakulin (com Dmitry Medvedev e Viktor Yanukovych em pé no fundo).

Os Acordos de Kharkiv (em russo:  Харьковские соглашения) ou Pacto de Kharkiv (na mídia russa e ucraniana) é um tratado entre a Ucrânia e a Rússia em que o arrendamento russo sobre as instalações navais na Crimeia foi estendido para além de 2017 por 25 anos (até 2042), com uma possibilidade de renovação de cinco anos adicionais (até 2047), em troca de um contrato de vários anos para proporcionar um desconto a Ucrânia do gás natural russo. O acordo, assinado em 21 de abril de 2010, em Kharkiv, na Ucrânia, pelo presidente ucraniano Viktor Yanukovych e o presidente russo Dmitry Medvedev e ratificado pelos parlamentos dos dois países em 27 de abril de 2010, despertou muita controvérsia na Ucrânia. O tratado é uma continuação de um tratado assinado em 1997 entre as duas nações.